# Велике золото містера Грінвуда
«Велике золото містера Грінвуда» — радянський художній фільм режисера Ігоря Рєзнікова. Бойовик з елементами трилера, знятий на Свердловській кіностудії в 1991 році.

## Сюжет
У Сибіру відома легенда про якогось містера Грінвуда, мисливця з Аляски. Після революції 1917 року він змушений був піти з цих місць, залишивши після себе десь в тайзі скарб із золотом. Легенда розбурхує уми як місцевих жителів, так і приїжджих золотошукачів — скарб намагалися знайти багато-хто, але безуспішно.
На початку 1990-х років в ці краї приїжджають троє — два москвича і їх провідник з тутешніх місць. На цей раз шукачі золота ретельно підготувалися, до того ж у них є карта. На подив провідника група знаходить в місці, позначеному на плані, скарби, але там не тільки золото, там ще зброя і боєприпаси. Золотошукачі виявляються не самотні в своїх пошуках — їх переслідують бандити.

## У ролях
- Володимир Борисов —  Леонід Пантелєєв
- Олександр Яковлєв —  Максимович
- Іван Агафонов —  Олег Петрович
- Олександр Бурєєв —  Агеїч
- Олена Люкшинова —  Віра
- Маргарита Макарова —  Віка
- Анатолій Мамбетов —  бандит
- Дмитро Козлов — епізод

## Знімальна група
- Автор сценарію: Геннадій Бокарєв
- Режисер: Ігор Резніков
- Оператор:  Сергій Гаврилов
- Художник: Сергій Перцев
- Звукорежисер:  Борис Єфімов
- Музика у фільмі: група «Квітневий марш»